# Faro di Rubjerg Knude
Il faro di Rubjerg Knude (in danese Rubjerg Knude Fyr) è un faro situato sulla costa del Mare del Nord nel comune di Hjørring, nella regione dello Jutland Settentrionale in Danimarca. La costruzione del faro iniziò nel 1899 e fu acceso per la prima volta il 27 dicembre 1900, ma venne dismesso nel 1968 a causa dello spostamento di una duna di sabbia mobile. Il 22 ottobre 2019 la struttura è stata spostata di 70 metri verso l'interno ed evitarne il crollo conseguente all'erosione della scogliera.

## Storia

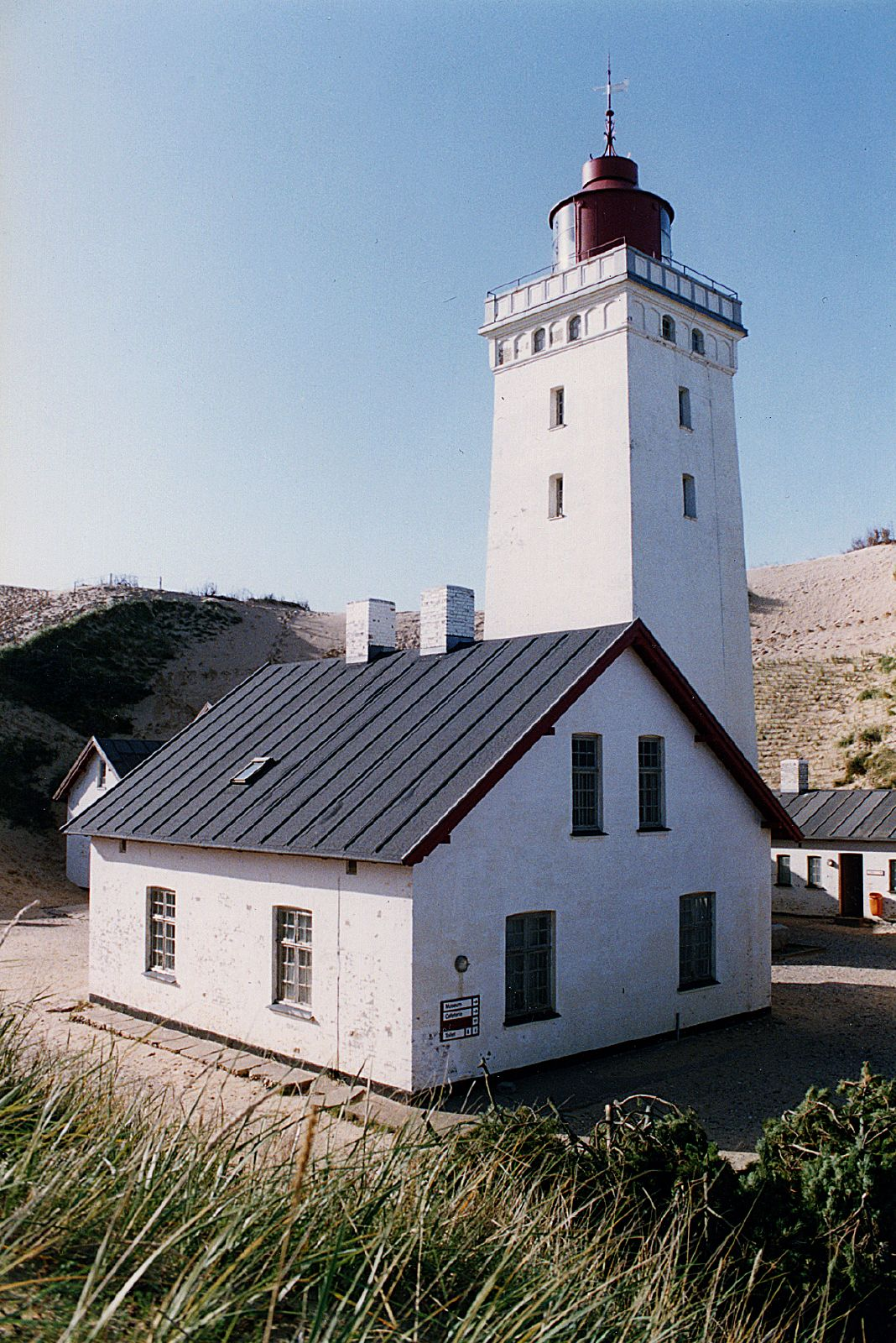
Il complesso negli anni 1970, prima che gli edifici accanto al faro venissero sommersi dalla sabbia

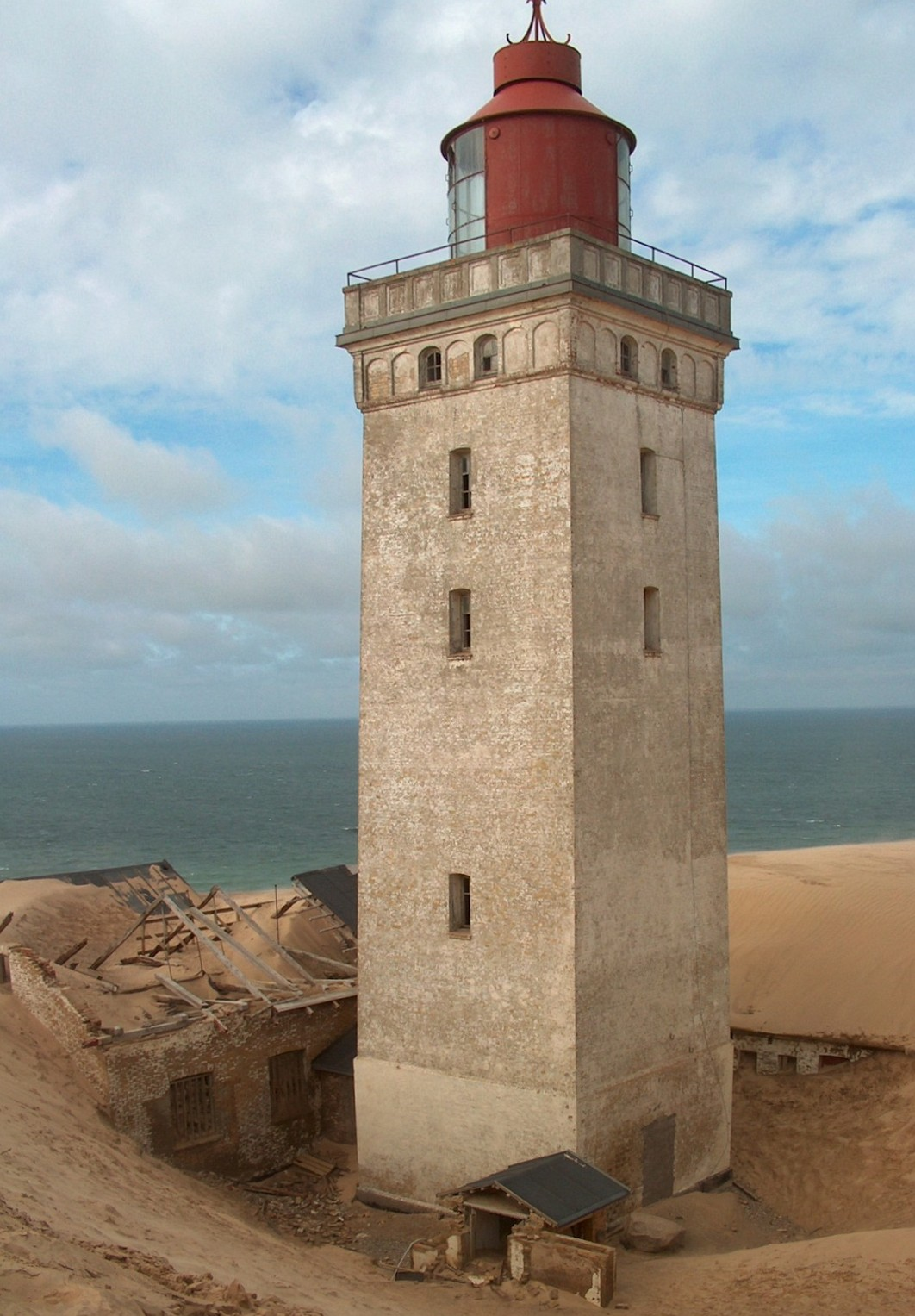
Il faro nel 2003. E' possibile notare i resti di uno degli edifici che un tempo si trovava accanto alla torre.

La costruzione del faro iniziò nel 1899 e la luce venne accesa per la prima volta il 27 dicembre 1900.
Il sistema di lenti era costituito da 134 lenti di Fresnel tagliate a mano che erano state fatte arrivare dalla Francia ed erano costate 42.000 corone danesi. Il meccanismo era fatto ruotare da un orologio che doveva essere caricato ogni 3 ore e pertanto il faro era costantemente presidiato da un guardiano, il suo aiutante e un fuochista, che abitavano negli edifici situati intorno alla torre. Complessivamente la costruzione della struttura costò 176.000 corone. Tra il 1900 e il 1906 il faro era alimentato a gas e la struttura era dotata di un proprio impianto di produzione, mentre nel 1906 si passò ad una alimentazione a petrolio. Nel 1948 fu installata una lampada a incandescenza da 550 Watt alimentata elettricamente. Il faro era inoltre dotato di un corno da nebbia.
Quando venne costruito nel 1900 il faro si trovava a circa 200 metri dal limitare della scogliera e non era presente alcuna duna di sabbia. A partire dal 1910 il vento iniziò a spostare una grande duna sabbiosa nella direzione del faro. Tra gli anni '20 e gli anni '50 si cercò di contrastare l'avanzata della duna costruendo delle grate di legno di pino, piantando vegetazione e portando via grandi quantità di sabbia, senza successo. Nel 1953 la duna vicino al faro era diventata tanto alta da coprire il suono del corno da nebbia, che venne pertanto dismesso. Il 1 agosto 1968 il faro cessò di funzionare.
A partire dal 1980 la struttura ha ospitato un museo e una caffetteria, ma a causa dell'erosione del mare e della continua avanzata del terreno sabbioso nel 2002 è stato abbandonato. Nel 2009 gli edifici situati intorno alla torre erano stati fortemente danneggiati dall'avanzata della duna di sabbia, tanto che vennero demoliti. Il sito ha continuato però ad essere una delle principali attrazioni turistiche della regione, tanto da attirare circa 250.000 visitatori ogni anno.

### Lo spostamento del 22 ottobre 2019
Nel 2018 il faro si trovava ad una decina di metri dal limitare della scogliera e, dal momento che l'erosione avanzava di circa 1,5 metri all'anno, è stato stimato che nel 2023 l'edificio sarebbe crollato.
Per questo motivo alla fine dell'anno è stato deciso di spostare la struttura tra i 60 e gli 80 metri verso l'interno, in modo da salvarla e fare in modo che continuasse ad essere un'attrazione turistica. Nel maggio 2019 il lavoro è stato affidato al muratore locale Kjeld Pedersen.
Il 14 agosto 2019 l'area è stata chiusa al pubblico per i preparativi dell'operazione e il 22 ottobre 2019 il faro è stato sollevato dalle sue fondamenta e spostato di circa 70 metri grazie a due grandi binari. Lo spostamento è stato seguito dai media di tutto il mondo e trasmesso in diretta streaming su Facebook ed è proseguito per diverse ore: per i primi 15 metri sono state impiegate ben due ore e anche in seguito è stata mantenuta una velocità non superiore ai 12 metri all'ora.
L'operazione è costata circa 5 milioni di corone danesi (equivalenti a 700.000 euro o 750.000 dollari) ed è stata pagata dal consiglio cittadino di Hjørring grazie a fondi del governo danese. Si presuppone che nella nuova collocazione il faro sarà al sicuro dall'erosione almeno sino al 2060.

## Descrizione

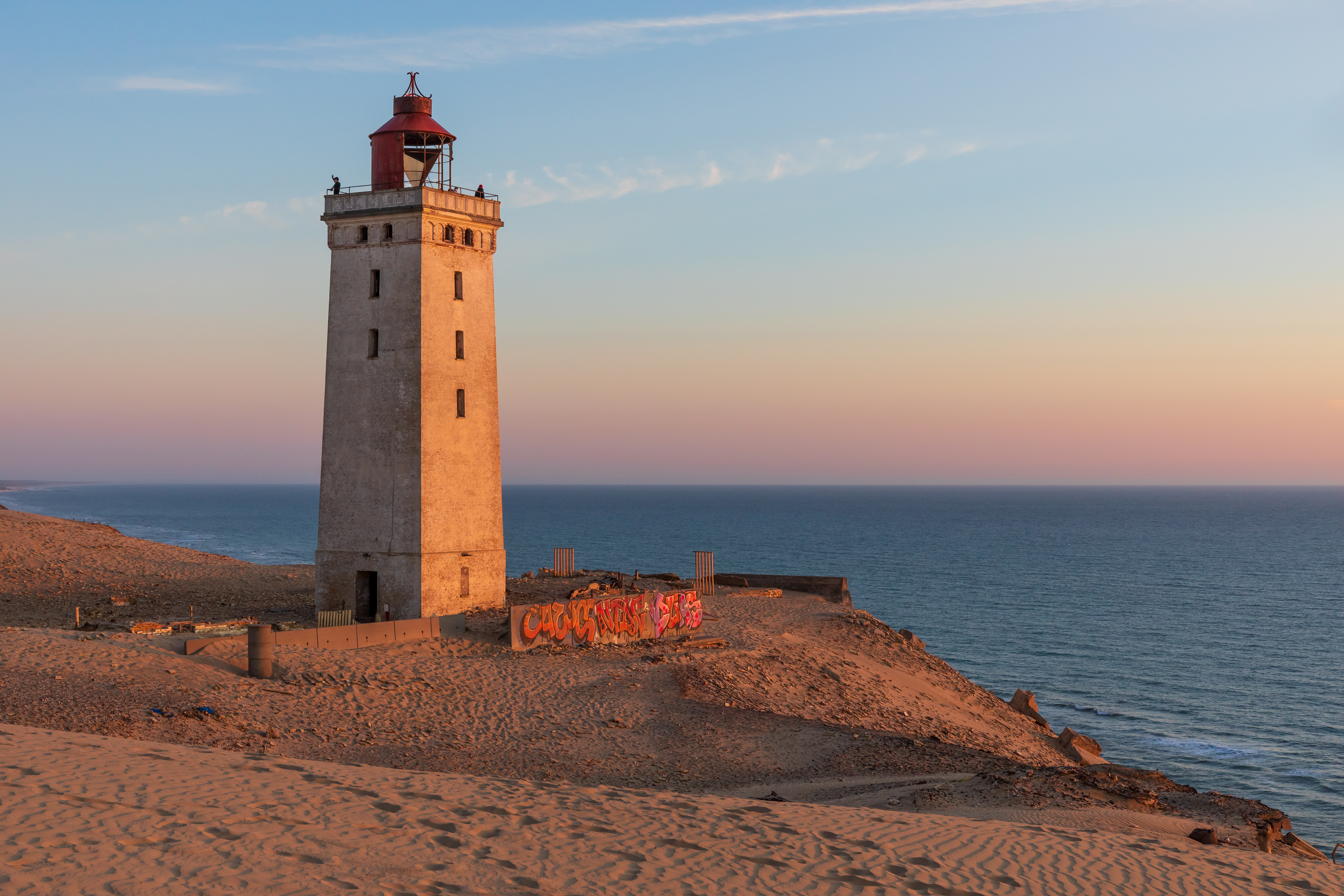
Il faro nel luglio 2018

Il faro sorge sulla cima della scogliera conosciuta come Lønstrup Klint, a 60 metri sul livello del mare. L'edificio è una torre in muratura portante a base quadrata e forma leggermente piramidale, alta complessivamente 23 metri. Inizialmente dipinto di bianco, al 2019 restano solo alcune tracce del colore originale. In cima alla torre si trova una lanterna cilindrica di colore rosso. Il peso dell'intera struttura era stato stimato intorno alle 1000 tonnellate, ma al momento di sollevarlo si è scoperto che il peso reale era di sole 720 tonnellate, rendendone più semplice lo spostamento.
Inizialmente accanto al faro erano presenti alcuni edifici utilizzati prima come abitazione per il guardiano e per i suoi aiutanti e, dopo la chiusura del faro, come museo e caffetteria, ma dopo che a partire dal 2002 sono stati fortemente danneggiati dall'avanzata della duna di sabbia sono stati demoliti.
All'interno della torre è presente una scala a chiocciola installata nel 2016 per permettere ai visitatori di salire in cima all'edificio. La nuova scala è stata posizionata facendola scendere dall'alto dopo aver rimosso la lanterna e la copertura. È stata inoltre rimossa la vecchia lente e installato un caleidoscopio che convogliasse i raggi solari illuminando l'interno della torre.